# 40 Oz.
«40 Oz.» es un sencillo del segundo álbum de estudio de D12, D12 World, lanzado en 2004. La canción fue producida por Trackboyz, y lanzada bajo los sellos Shady/Interscope.

## Video musical
El video musical de "40 Oz." fue dirigido por Davy Duhamel. Aparecen todos los miembros de D12 en un bar con botellas de 40 Oz., bebida alcohólica norteamericana de donde sacaron el nombre, y empiezan a rapear en una plataforma con luces, en la barra de Eminem el aparece solo con una chaqueta roja, en algunas escenas aparecen todos los miembros de D12 en frente de una construcción abandonada. B-Real y Fredwreck hacen un cameo en el video musical.

## Remix
El remix oficial de "40 Oz." fue hecho por el rapero Lil Jon, mezclando su estilo crunk con rap.
- Datos: Q8179275